# 安養寺 (大津市石山南郷町)
安養寺（あんようじ）は、滋賀県大津市にある浄土宗の寺院。山号は立木山。本尊は聖観世音菩薩。「立木観音」の通称で知られており、地元では「立木さん」とも呼ばれ親しまれている。弘法大師が42歳の厄年に開いたことから厄除けの寺として知られる。新西国三十三箇所第20番札所としては立木山寺（たちきさんじ）とも呼ばれる。琵琶湖国定公園エリア内に位置している。

## 歴史
寺伝によれば、弘仁6年（815年）、空海（弘法大師）がこの地に立ち寄った際、瀬田川の対岸に光り輝く霊木を見つけた。ところが川の流れが速く、渡れないでいるところに白鹿が現れ、大師を背に乗せ対岸まで導いてくれた。白鹿はたちまち観世音菩薩に姿を変え、虚空に消え去ったという。この奇跡に感服した弘法大師は霊木に五尺三寸の観世音菩薩像を彫刻し、それを本尊としてこの寺を建てたという。この時、空海が厄年の42歳であったとされるため、広く厄除けの霊験あらたかな観音像として信仰されることとなった。
当寺は現在浄土宗に属するが、空海開基の伝承をもつことから、創建当初は真言密教系の寺院であったと推定される。

## 境内
瀬田川河畔から約800段もの急な石段が本堂まで続く。石段を上りきると山腹にひらけた境内には本尊である立木観音像を安置する本堂がある。本堂裏にも礼拝所が設けられており、表側からの参拝の後、裏側からも参拝するのが正式とされる。本堂からなおも石段を登ると小さな鐘楼があり、参拝者はここで鐘をひとつきして厄を落とす。さらに上へ登ると祠ほどの大きさの奥の院があり、ここには道了権現大菩薩が祀られている。ここも本堂と同様に表側からの参拝の後、裏側からも参拝するのが正式とされる。毎月17日は縁日となっており多くの参拝客で賑わう。
- 本堂
- 鐘楼 - 釣られている梵鐘は「厄除の鐘」と呼ばれている。
- 奥の院
- 白鹿苑 - 庫裏。本堂と渡り廊下で繋がっている。
- 御茶所 - 1月中や縁日などを中心に茶の接待がある。
- 聖徳太子二歳像
- 弘法大師像 - 空海が鹿に乗っている珍しい像。

## 前後の札所
新西国三十三箇所
19 鞍馬寺　-　20 立木山寺　-　21 神呪寺

## アクセス情報

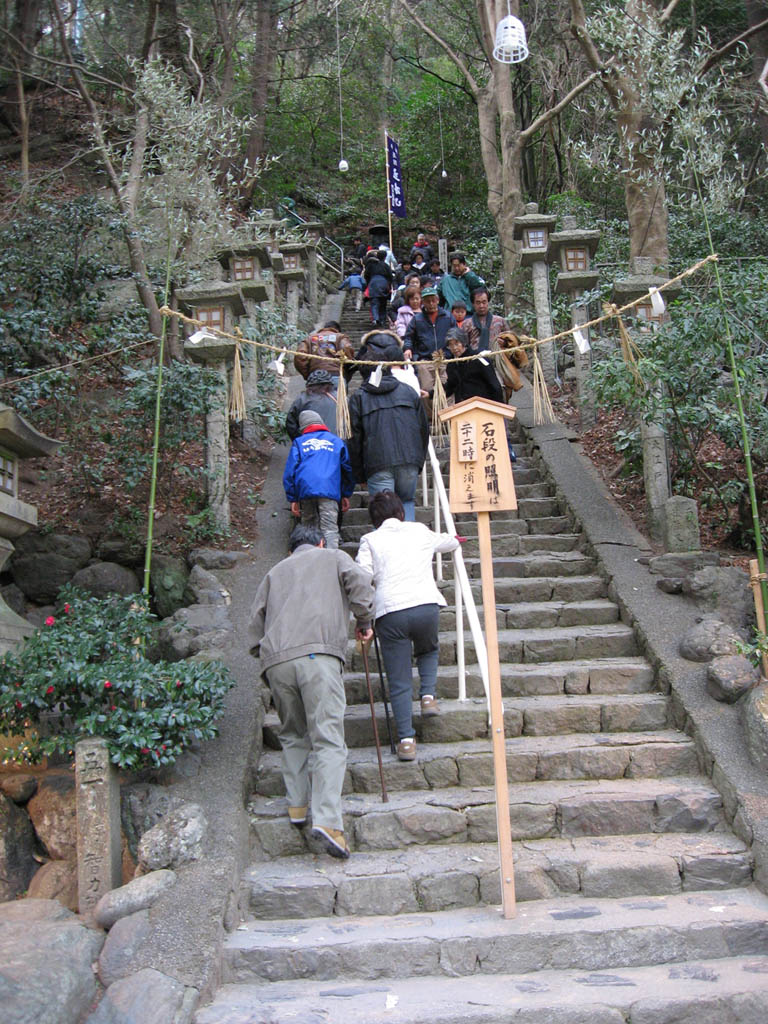
本堂まで続く石段

### 交通
- （石段コース）JR石山駅から京阪バスで約25分、立木観音前停留所下車。800段あまりの急な石段を15分から30分登って本堂。
- （旧参道コース）JR石山駅から京阪バスで約15分、南郷温泉停留所下車。旧参道の山道を50分登って本堂。距離は長いが、石段コースほど急ではない。

### 駐車場
- 普通車50台、大型10台
- 1月の厄除け参り時期のみ、瀬田川の鹿跳橋を渡った所に普通車500台の臨時駐車場が開設される。

### 受付時間
- 9時 - 16時30分